# 韦讷海姆
韦讷海姆（荷蘭語：Wijnegem，荷蘭語發音：[ˈʋɛi̯nəɣɛm] ⓘ）是比利时弗拉芒大區安特衛普省安特衛普區的一个市镇，通行荷蘭語，是弗拉芒社群的一部分，面积7.86平方千米，人口9,711人（2018年1月1日）。